# Nausinoe geometralis
Nausinoe geometralis là một loài bướm đêm trong họ Crambidae.